# 佐柳高次
佐柳 高次（さなぎ たかじ、天保6年9月28日（1835年11月18日） - 明治24年（1891年）1月27日）は、幕末の志士、海援隊隊士。前田音三郎の子。本名は前田常三郎。浦田運次郎の変名を用いた。
讃岐国塩飽佐柳島の出身。嘉永4年（1852年）江戸に出府し、安政2年（1855年）長崎海軍伝習所の水夫に採用される。1860年（万延元年）勝海舟らとともに咸臨丸で渡米（太平洋横断）を経験する。文久2年（1862年）には勝の紹介で坂本龍馬と知り合い、神戸海軍操練所、さらに亀山社中（後の海援隊）にも参加した。
慶応2年（1866年）薩摩藩船ワイル・ウエフ号に池内蔵太らと乗船すると長崎を出航、沖合で難破し海へ投げ出されてしまったが、池らが死亡する中で奇跡的に生還する。同年、水夫頭として長州藩の乙丑丸に乗船し、四境戦争で藩を助けた。慶応3年（1867年）士官として大洲藩船いろは丸に乗船する。長崎を出航後、紀州藩船明光丸と接近した時は当番士官であった。いろは丸と明光丸はそのまま衝突事故を起こし、高次は沈没する自船からすぐさま明光丸に乗り移って船員との連絡を試みた。事故後は、責任をいろは丸に取らせようとする紀州藩の態度に怒り、腰越次郎とともに紀州藩士を斬ろうと息巻くも、龍馬に制止されている。
その後の紀州藩との交渉に証人として重要な位置を占め、同年、龍馬が暗殺されると、海援隊を代表して妻・お龍のいる馬関へ走るが、結局当人に伝えることは出来なかったという。
長崎奉行所の役人らが出奔した明治元年（1868年）、菅野覚兵衛らと謀って奉行所を占拠した。翌年（1869年）新政府軍の陽春丸に乗って箱館戦争に参戦し、戦後は佐柳島に帰り、他の船の船長を歴任したのち、明治5年（1872年）武曲庵の四女・美和を娶る。それを機に渡船丸という私船を抱えると、渡船や酒屋を営むなど経営に転じる。また同地の船頭の代表や世話役を勤めた。
帰郷後は「坂本龍馬神宮」と書いた掛け軸を掲げ、亡き海援隊の同志たちを毎朝晩、礼拝したという。墓所は香川県仲多度郡多度津町佐柳島の乗蓮寺。

## 関連資料
脚注に未使用のもの。
発行年順。
- 「佐柳高次（浦田運次郎）」小西四郎、山本大、江藤文夫、宮地佐一郎、広谷喜十郎 編『坂本龍馬事典』コンパクト版、新人物往来社、2007年。国立国会図書館書誌ID:000008478946、元版は1988年刊。
- 「佐柳高次（前田常三郎）」『坂本龍馬と海援隊 : "世界"を目指した異色の集団』学研パブリッシング〈新・歴史群像シリーズ ; 20〉、 学研マーケティング （発売）、2009年。国立国会図書館書誌ID:000010639867
- 「佐柳高次」『ビジュアル幕末1000人 : 龍馬と維新の群像歴史を変えた英雄と女傑たち』世界文化社、2009年。国立国会図書館書誌ID:000010670110
- 「佐柳高次（前田常三郎，浦田運次郎）」歴史群像編集部 編『幕末維新人物事典 : 天皇・公家・将軍・幕臣・大名・藩士・諸隊隊士・女性・商人・外国人ほか : 全国版』学研パブリッシング、学研マーケティング （発売）、2010年。国立国会図書館書誌ID:000010747432
- 坂本登、三吉治敬、海保幸康 監修「佐柳高次（浦田運次郎）」森重和雄、倉持基 編『坂本龍馬関係写真集』国書刊行会、2014年。国立国会図書館書誌ID:025766184